# Cumulus humilis
Cumulus humilis (del latín humilis, ‘humilde’) es un tipo de nube, comúnmente referida al "buen tiempo con cúmulus". En regiones calurosas y en terreno montañoso, estas nubes se encuentran a más de 6 km de altitud, aunque típicamente aparecen mucho más abajo, entre los 1200 y 500 metros.
Están formados ante el ascenso de aire caliente, calentado desde el suelo, por el sol. Tienen una profundidad limitada (técnicamente nunca muestra desarrollo vertical). Esto indica que la temperatura en la atmósfera arriba, no permite generar gotitas de agua. A veces las Cumulus humilis pueden acompañarse por otros tipos de nubes, y cuando aparecen indican buen tiempo en las próximas horas.
Por debajo de la base de las nubes, la atmósfera puede estar turbulenta, provocando a aeronaves, turbulencia. Para evitar esas turbulencias donde están estas nubes, los pilotos pueden pasar por encima de sus topes. En cambio los pilotos de planeadores aprovechan activamente estas nubes para ganar altura.

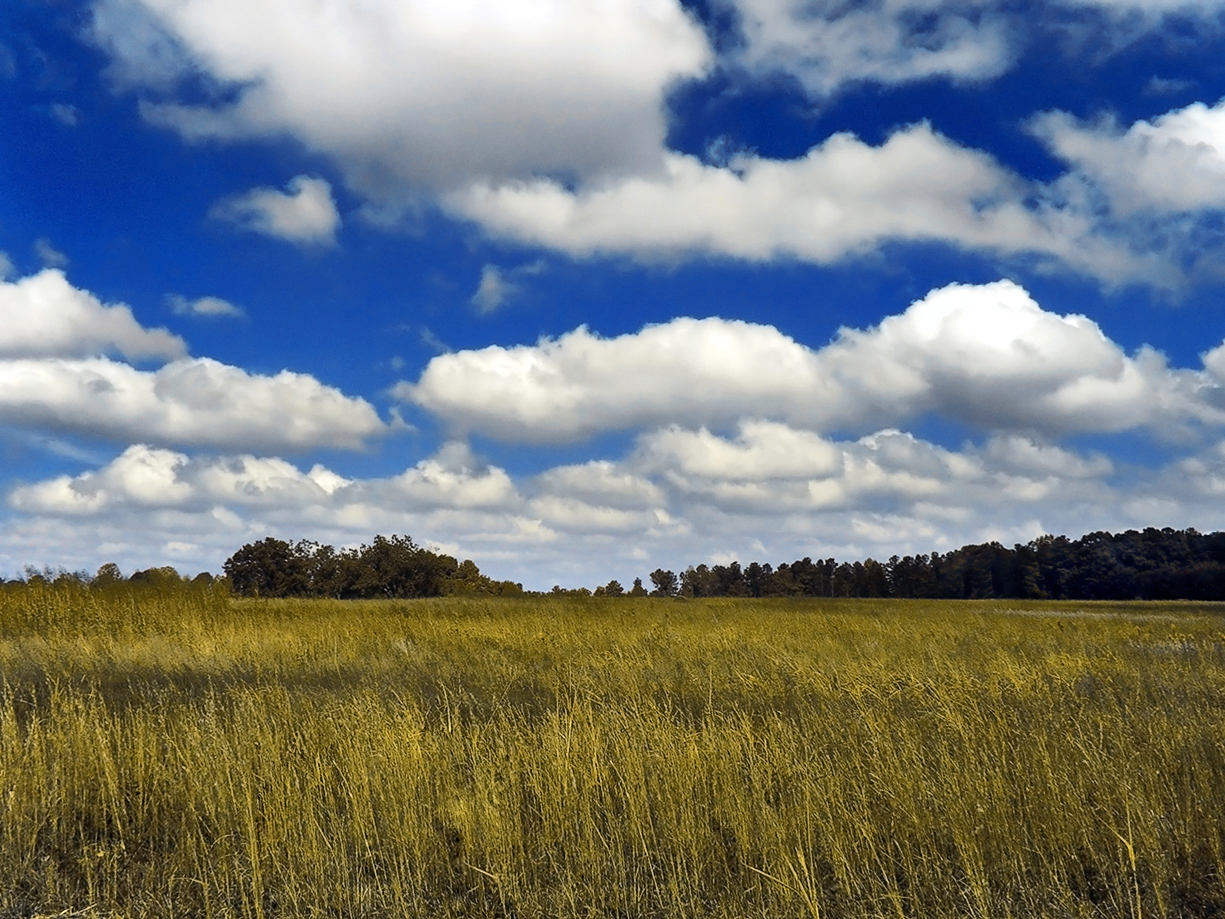
Cumulus humilis, con cumulus congestus en el horizonte.

## Pronóstico
Las nubes cúmulos humilis de la mañana son signos de una atmósfera inestable. nubes más grandes o posiblemente tormentas eléctricas podrían formarse a lo largo del día para causar mal o clima severo en la tarde.
Los cúmulos humilis a veces se ven debajo de las nubes cirrostratus, que bloquean algo del calor del sol y así crean una inversión, lo que hace que las nubes cumuliformes no se puedan desarrollar lo suficiente como para convertirse en mediocris, congestus, o cumulonimbo.